# Rybitwa wąsata
Rybitwa wąsata, rybitwa peruwiańska (Larosterna inca) – gatunek średniej wielkości ptaka z rodziny mewowatych (Laridae), występujący na zachodnim wybrzeżu Ameryki Południowej, od Zatoki Guayaquil przy wybrzeżach Ekwadoru, aż po miasto Valdivia w Chile. Gniazduje też na tzw. wyspach guanowych niedaleko wybrzeży.

## Taksonomia
Jest to jedyny przedstawiciel rodzaju Larosterna. Nie wyróżnia się podgatunków.

## Morfologia
Średnie wymiary
- Długość ciała – 40 cm
- Długość ogona – 15 cm
- Długość skrzydła – 28 cm
- Masa ciała – 180–210 g[3]

## Ekologia i zachowanie
Tryb życia
Rybitwa wąsata jest ptakiem towarzyskim. Żyje w koloniach liczących nawet kilka tysięcy ptaków. Kolonie te często znajdują się blisko gniazdowisk mew. Rybitwa wąsata z pewnością nie jest cichym ptakiem. Zwierzęta porozumiewają się ze sobą głośnym krzykiem, szczególnie jeśli zagraża im niebezpieczeństwo. Ponieważ często dla tak wielkiej liczby ptaków brak miejsca na urwiskach, walki między rybitwami i kormoranami nie są niczym wyjątkowym. W powietrzu rybitwy wąsate wyglądają zwinnie i elegancko, nie pływają jednak zbyt dobrze. Pozwalają, by unosiły je fale, ale rzadko nurkują.
Pożywienie
Zimny Prąd Humboldta opływając zachodnie wybrzeża Ameryki Południowej niesie wody bogate w ryby i inne zwierzęta morskie i dostarcza zwierzętom żyjącym w tym regionie bogatego pożywienia. Najliczniejsze są małe rybki i skorupiaki. Rybitwa wąsata łowi je, latając ok. 20 cm nad powierzchnią morza i jeśli ujrzy zdobycz, rzuca się nagle do wody i z łupem w dziobie natychmiast wynurza. Rybitwy wąsate latają często za wielorybami, żywią się bowiem resztkami ich pożywienia lub kradną łup lwom morskim. Kiedy lew ze swoją zdobyczą wynurzy się z wody, stado rybitw atakuje go z głośnym krzykiem i w razie powodzenia zabiera rybę prosto z jego pyska.
Rozmnażanie
Co roku wiosną rybitwy wąsate opuszczają wybrzeża kontynentu południowoamerykańskiego i odlatują na tzw. wyspy guanowe, by tam gniazdować i wychować pisklęta. Wyspy te powstały w ciągu tysięcy lat tam, gdzie żyje lub gromadzi się wielka liczba ptaków morskich. Powstała warstwa ich odchodów ma grubość kilkuset metrów i może wystawać nad powierzchnię morza na znaczną wysokość. Podczas toków samiec próbuje zyskać przychylność samicy, wykonując w powietrzu akrobatyczne sztuczki i przynosząc jej ryby jako dar, dopóki samica mu nie ulegnie. Para rybitw wyszukuje sobie miejsce na gniazdo w dziurze między warstwami guano. Niektóre rybitwy zajmują i poszerzają dziuple burzyków lub pingwinów, częściej jednak zadowalają się szczeliną, lub krótką jaskinią. W razie konieczności gniazdują też pod kamieniem lub w innym osłoniętym miejscu, gdzie jaja i pisklęta są przynajmniej częściowo ukryte przed kondorami, które z upodobaniem pustoszą gniazda rybitw. Gniazdowanie w norach wyróżnia te rybitwy, inne gatunki z reguły budują gniazda na ziemi, na otwartym terenie. Rybitwa wąsata jest wierna jednemu gniazdowisku przez kilka lat. Samiczka znosi 1–3 jaj, które wysiadują na zmianę oboje rodzice. Pisklęta wykluwają się po 3–4 tygodniach i są porośnięte delikatnym puchem. Od początku są żwawe, szybko rosną i już po kilku dniach próbują pływania.

## Status
Międzynarodowa Unia Ochrony Przyrody (IUCN) od 2004 roku uznaje rybitwę wąsatą za gatunek bliski zagrożenia (NT, Near Threatened); wcześniej, od 1988 roku klasyfikowano ją jako gatunek najmniejszej troski. Liczebność populacji szacuje się na co najmniej 150 tysięcy osobników. BirdLife International uznaje trend liczebności populacji za spadkowy.